# Philip Tagg
Philip Тagg (ur. 1944 w Oundle, Northamptonshire, Wielka Brytania, zm. 9 maja 2024 w Liverpoolu) – brytyjski muzykolog, pisarz i pedagog. 
Jest współzałożycielem Międzynarodowego Stowarzyszenia na rzecz Studiów nad Muzyką Popularną (IASPM). Autor książek o muzyce popularnej oraz z zakresu semiotyki muzycznej.

## Reforma teorii muzyki
W 2011 roku Tagg rozpoczął pracę nad reformą terminologii teorii muzyki w dwóch kierunkach. Twierdził on, że konwencjonalna terminologia opiera się głównie na europejskim repertuarze klasycznym i jazzowym - często nieadekwatnym i etnocentrycznym. Tagg dawał za przykład szerokie wykorzystanie terminu tonalność w odniesieniu tylko do jednego typu zbioru dźwięków oraz równoczesną opozycję tego pojęcia do atonalności i modalności. Uczony uważał, że większej uwagi wymagają nierejestrowalne struktury muzyczne, rzadko analizowane w konwencjonalnej teorii muzyki.

## Nagrody
W czerwcu 2014 roku Тagg otrzymał nagrodę od Międzynarodowego Instytutu Semiotycznego na konferencji w Kownie, Litwa.

## Wybrana bibliografia
- 1966. Muzyka popularna jako pomoc edukacyjna w średniej szkole ogólnokształcącej; Uniwersytet w Manchesterze;
- 1987. "Muzykologia i semiotyka muzyki popularnej" w Semiotica, 66 (1/3): 279-298.
- 1993 "Uniwersalna muzyka i sprawa śmierci"; w Critical Quarterly,1993
- 1998 "Związek Göteborga: lekcje historii i polityki w popularnej edukacji muzycznej i badaniach naukowych". W Popular Music, 17/2: 219-242.
- 2000 Кojak – 50 sekund muzyki w TV – ku analizie wpływów w muzyce popularnej (2-e wydanie pracy doktorskiej z 1979). Nowy Jork i Montreal; 424 s.  ISBN 978-0-9701684-9-8
- 2000 Flet Fernanda: analiza muzyczna mega-hitu grupy ABBA. Nowy Jork i Montreal; 144, s.  ISBN 978-0-9701684-1-2
- 2003 (z Bobem Clarida) Dziesięć drobnych melodii: w stronę muzykologii mass-mediów; Nowy Jork i Montreal, ISBN 0-9701684-2-X
- 2009 Tonalność na co dzień. Nowy Jork i Montreal, : ilustr.+ 334 stron, ISBN 978-0-9701684-4-3
- 2013 Muzyka znaczeń: nowoczesna muzykologia dla nie-muzyków. New York & Huddersfield, ISBN 978-0-9701684-5-0 (e-book); ISBN 978-0-9701684-8-1 (w formie papierowej).
- 2013 Problemy z terminologią tonalności, 32 str.
- 2014 Tonalność na co dzień II: do terii tonalności którą większość ludzi słyszy (wydanie 2). New York & Huddersfield; ISBN 978-0-9908068-0-6(e-book).